# 三国山 (奥秩父)
三国山（みくにやま）は、群馬県多野郡上野村・埼玉県秩父市・長野県南佐久郡川上村に跨る標高1,834mの山である。名前の由来は旧制の国名で、上野国・武蔵国・信濃国の3つの国の境目にあったため。また、山頂から1km南にこの山名から派生して埼玉県と長野県の境界の三国峠がある。
利根川水系の神流川、荒川水系の中津川、千曲川の最上流部に位置する。